# Mariusz Derewecki
Mariusz Derewecki (ur. w Lublinie) – polski skrzypek, profesor.

## Życiorys
Kształcenie w zakresie gry na skrzypcach rozpoczął w piątym roku życia pod kierunkiem dziadka, Bronisława Ołtarzewskiego. Zarówno szkołę podstawową, jak i liceum ukończył w Lublinie. Studiował na Akademii Muzycznej w Poznaniu w klasach doc. Igora Chaczbabiana i prof. Jadwigi Kaliszewskiej. Studia ukończył w 1985. Od 1987 do 1991 był koncertmistrzem i solistą Orkiestry Kameralnej Polskiego Radia "Amadeus" pod kierunkiem Agnieszki Duczmal. W 1999 był współproducentem wykonawczym i koncertmistrzem Orkiestry Festiwalowej pod batutą Vladimira Cosmy na TP S.A. Music and Film Festival w Poznaniu. Od 1990 tworzy duet kameralny z poznańską pianistką Anną Organiszczak. Od 1993 na stałe współpracuje z Poznańskim Zespołem Kameralnym Tutti e Solo. Od 1995 współpracuje z Orkiestrą Kameralną Wratislavia jako koncertmistrz, kameralista i solista. W 2000 był koncertmistrzem Orkiestry Festiwalowej na Festiwalu Chórów Chłopięcych w Poznaniu. Jest profesorem na Akademii Muzycznej w Poznaniu. Pełni na tej uczelni funkcję kierownika Katedry Instrumentów Smyczkowych, Harfy i Gitary. 

## Osiągnięcia
Jako jeden z nielicznych na świecie skrzypków posiada w swoim repertuarze koncertowym 24 Kaprysy op. 1 Niccolò Paganiniego, w tym w opracowaniu na trio jazzowe.
Jest laureatem Ogólnopolskiego Konkursu Młodych Skrzypków w Lublinie (1976) i II Ogólnopolskiego Konkursu Skrzypków im. Z. Jahnkego w Poznaniu (1984). W 1986 otrzymał Nagrodę Specjalną na IX Międzynarodowym Konkursie Skrzypcowym im. Henryka Wieniawskiego w Poznaniu. W 2016 był jurorem na XIII Międzynarodowym Konkursie Lutniczym im. Henryka Wieniawskiego w Poznaniu.